# Ormenana nana
Ormenana nana är en insektsart som beskrevs av Metcalf och Bruner 1948. Ormenana nana ingår i släktet Ormenana och familjen Flatidae. Inga underarter finns listade i Catalogue of Life.